# Communauté de communes de la Haute Lande
La communauté de communes de la Haute Lande est une ancienne communauté de communes française, située dans le département des Landes et la région Nouvelle-Aquitaine.

## Histoire
Elle a été créée le 31 décembre 1997 pour une prise d'effet immédiate.
Elle fusionne avec la communauté de communes du Pays d'Albret et la communauté de communes du canton de Pissos pour former la communauté de communes Cœur Haute Lande au 1er janvier 2017.

## Composition
Elle regroupe 7 des 8 communes du canton de Sabres (seule Lüe n'en fait pas partie) :
| Nom                | Code Insee | Gentilé        | Superficie (km2) | Population (dernière pop. légale) | Densité (hab./km2) |
| ------------------ | ---------- | -------------- | ---------------- | --------------------------------- | ------------------ |
| Labouheyre (siège) | 40134      | Bouheyrots     | 36,13            | 2 704 (2014)                      | 75                 |
| Commensacq         | 40085      | Commensacquais | 71,24            | 437 (2014)                        | 6,1                |
| Escource           | 40094      | Escourçois     | 102,74           | 656 (2014)                        | 6,4                |
| Luglon             | 40165      | Luglonnais     | 41,07            | 370 (2014)                        | 9                  |
| Sabres             | 40246      | Sabrais        | 160,13           | 1 210 (2014)                      | 7,6                |
| Solférino          | 40303      | Solférinois    | 97,83            | 351 (2014)                        | 3,6                |
| Trensacq           | 40319      | Trensacquais   | 79,25            | 259 (2014)                        | 3,3                |